# Cosmos 638
Cosmos 638 è la denominazione di una missione non equipaggiata della capsula spaziale Sojuz sovietica. Era solito per il regime sovietico indicare esclusivamente missioni concluse con successo con una denominazione ufficiale. Le missioni che comportarono insuccessi vennero di solito nascoste all'opinione pubblica, e le missioni di collaudo camuffate sotto l'unica denominazione di Cosmos. Infatti tutti i velivoli spaziali sovietici, sia di carattere civile che militare, per i quali non si voleva dare delle informazioni più precise, vennero numerati come velivoli di questa serie. Per questo motivo la numerazione cronologica aumentò in continuazione ed entro breve tempo e pertanto risulta di difficile individuazione una descrizione esatta di tutti i velivoli lanciati sotto questa denominazione. Basti pensare che già verso la metà degli anni 70 si raggiungerà il numero 1000. Concretamente la missione sotto descritta fu il venticinquesimo volo nell'ambito del programma Sojuz sovietico.

## Missione
Si trattò del primo volo in preparazione del programma test Apollo-Sojuz eseguito in collaborazione con la NASA. All'incontrario di altre capsule Sojuz, quella usata durante questa missione venne dotata di due pannelli solari. Ciò che fu più interessante fu il fatto che questa capsula spaziale Sojuz era dotata, al posto del congegno d'aggancio normalmente usato, di un sistema appositamente modificato per consentire un aggancio al modulo di collegamento, o meglio all'adattatore d'aggancio, denominato brevemente APDS (Androgynous Peripheral Docking System). Infatti, siccome la navicella spaziale americana e quella sovietica a bordo avevano delle atmosfere diverse, Apollo e Sojuz non potevano agganciarsi direttamente. Per poterlo consentire la capsula dell'Apollo fu dotata di quest' apposito adattatore per l'aggancio APDS, che non solo assunse tale funzione, bensì pure quella di canale dell'aria. L'atmosfera a bordo dell'Apollo era composta da ossigeno puro, con un pressione del 34% dell'atmosfera terrestre. A bordo della Sojuz invece si respirava dell'aria „normale“, cioè composta dalla miscela azoto con ossigeno. La pressione solita a bordo della Sojuz di 100% dell'atmosfera terrestre, verrà abbassata esclusivamente per la missione del programma test Apollo-Sojuz (eseguita con la Sojuz 19) al 68% affinché il passaggio da una navicella spaziale verso l'altra potesse avvenire creando il meno inconvenienti possibili per l'adattamento della respirazione.